# Cantón de Buchy
El cantón de Buchy era una división administrativa francesa, que estaba situada en el departamento de Sena Marítimo y la región de Alta Normandía.

## Composición
El cantón estaba formado por veintiuna comunas:
- Bierville
- Blainville-Crevon
- Bois-Guilbert
- Bois-Héroult
- Boissay
- Bosc-Bordel
- Bosc-Édeline
- Bosc-Roger-sur-Buchy
- Buchy
- Catenay
- Ernemont-sur-Buchy
- Estouteville-Écalles
- Héronchelles
- Longuerue
- Morgny-la-Pommeraye
- Pierreval
- Rebets
- Saint-Aignan-sur-Ry
- Sainte-Croix-sur-Buchy
- Saint-Germain-des-Essourts
- Vieux-Manoir

## Supresión del cantón de Buchy
En aplicación del Decreto nº 2014-266 de 27 de febrero de 2014, el cantón de Buchy fue suprimido el 22 de marzo de 2015 y sus 21 comunas pasaron a formar parte del nuevo cantón de Le Mesnil-Esnard.